# Acontia mekkii
Acontia mekkii là một loài bướm đêm trong họ Noctuidae.